# Lisznyai Damó Kálmán
Lisznyai (vagy Lisznyói) Damó Kálmán (Herencsény, 1823. október 13.– Buda, 1863. február 12.) költő, a Tízek Társaságának tagja.

## Élete
Lisznyai Damó Márk megyei pörtárnok és Damó Teréz fia. Édesanyját korán elvesztette, apja egyedül nevelte. Középiskoláit Losoncon, felsőbb tanulmányait Pozsonyban és Eperjesen végezte. Utóbbi helyen tagja volt az eperjesi önképző társulatnak, mely az irodalomnak több jeles írót adott. Ettől kezdve rendszeresen írta és jelentette meg verseit, melyeket az olvasóközönség örömmel fogadott, balladái különösen népszerűek voltak. Két Nógrád megyei követ jurátusaként az 1843.évi országgyűlésre Pozsonyba ment, ott ismerkedett meg Petőfivel, akit aztán az ottani íróknak bemutatott. Időközben ügyvédi oklevelet szerzett és Nógrád megyei aljegyző, táblabíró és törvényszéki hivatalnok lett. A megyei közgyűléseken kiváló szónoknak bizonyult.
Pestre költözött, ahol az országgyűlések alatt hamarosan a fiatalság egyik kedvence, 1846-ban a Tízek Társaságának tagja lett. 1848-ban tagja volt annak a küldöttségnek, mely Pest városa részéről az unió ügyében Kolozsvárra ment a május 29-én megnyílt országgyűlésre, ahol másnap az uniót kimondták. Itt mondta szokott palóc kiejtésével híressé vált mondatát: „Mi vagyunk a puszták sassai, ti vagytok a bércek sassai." A július 16-án Pesten alakult egyenlőségi klubnak választmányi tagja volt.
A szabadságharc idején közhuszárnak csapott fel egy székely ezredbe. A kápolnai csatából futárként Debrecenbe küldték, majd kapitányi ranggal Görgeyhez osztották be történetírónak, később őrnagynak nevezték ki. 1849. január 24-én Erdélyben, Medgyesen egy fogadóban találkozott újra Petőfivel. A világosi fegyverletétel után besorozták osztrák közlegénynek, és közel két évig szolgált Olaszországban, Tirolban és Schleswigben. 1851 márciusában érkezett haza. Ekkor már beszélt latinul, németül, franciául és olaszul is.
Időnként beutazta Vahot Imrével Magyarországot, és nyilvános felolvasásokat, szavalatokat tartottak. Ekkor már nem annyira rendszeres munkásságot fejtett ki, mint inkább kalandos hajlamainak hódolt. Többször volt nagy beteg (1857-ben betegágyánál Liszt Ferenc is meglátogatta), végül egészen megbetegedett. Neje, Halász Ida, akit 1854-ben vett el, hű és önfeláldozó társa volt. Lisznyai azonban családos emberként is könnyelműen élt. 1863-ban a budai Császár fürdőben halt meg, nejét és két kisfiát (Elemért és Tihamért) nagy anyagi ínségben hagyta hátra. A budapesti Fiumei úti sírkertben van a Gerenday cég által készített síremléke (29/1-1-4), melyen mára szinte olvashatatlanná vált sírfelirata: „A Palócz dalok költője”.

## Versei, beszédei megjelenése
Beszélye: Két Révay c. (a Budapesti Hirlap 1854. 560-592. szám) 
a Szerelem Könyve és Honfi dalok ügyében levél Szegfy Mórhoz (Szépirodalmi Közlöny 1857. 15. szám) 
Költeményei a következő lapokban, folyóiratokban és évkönyvekben jelentek meg:
Honművész (1839-1841)
Koszorú (1840)
Közlemények (1841)
Emlény (1841-45)
Athenaeum (1849. jún. 7. Szivemhez 1841, 1843)
Honderű (1843, 1847)
Életképek (1843-48)
Országgyűlési Almanach (1843)
Szivárvány (1844)
Aradi Vészlapok (1844)
Pesti Divatlap (1844-48)
Őrangyal (1845-1847)
Honleányok Könyve (1847)
Nemzetőr (1848)
Unio (1848)
Országgyűlési Emlék (1848)
Budapesti Divatlap (1848)
Hölgyfutár (1850-1863)
Losonczi Phönix (1851)
Romemlékek (1851)
Családi Lapok (1852, 1854, 1857)
Budapesti Viszhang (1852, 1856)
Délibáb (1853-54)
Divatcsarnok (1853-59, 1860-61)
Müller Gyula nagy Naptára (1852-54, 1857)
Nők Könyve (1853)
Pesti Napló (1854. 280., 296. sz.)
Laci Konyha (1855)
Nemzeti játékszini Emlény (Debrecen, 1855)
Fansy-Album (1855)
M. Sajtó (1855. 76., 1861. 210. sz.)
Budapesti Hirlap (1855. 734. sz.)
Vasárnapi Ujság (1856, 1858)
Vereby Soma, A testvérhaza történelmi kincsei (1856)
M. Néplap (1856-57)
Szépirodalmi Album (1856, 1858)
Nemzeti Képes Naptár (1856-ra)
Gyulai Árvízkönyv (1856)
Nővilág (1857, 1859-60)
Kalauz (1857-1858)
Délibáb képes Naptár (1857-re)
Sárosy, Az én Albumom (1857)
Szépirodalmi Közlöny (1857-58)
Nép Újsága (1857-58)
Erdélyi Múzeum (1857)
Hölgyek Naptára (1857)
Nemzeti színházi nyugdíjintézeti Naptár (1858-ra)
Napkelet (1858-59)
Aradi Híradó (1859)
Szépirodalmi Figyelő (1860-61)
Nefelejts (1860)
Honvédek Könyve (1861)
Császárfürdői Album (1863)
Ország Tükre, Naptára (1865)
Lisznyay-Album (1863)
Igazmondó (1870, 1874, 1878)
M. Polgár (1876. 70., 71. sz. Merengés c. hosszabb költ.)
Sopronvidéki Lapok (1876. 8. sz.)
Életképek (1877. 4. sz. és magyarázata)
Pyrker László a Harangszó 1841. c. költeményét németre fordította (Pether Sonntagsblatt 38. sz.)
Levitschnigg Das Begräbniss der Nachtigall (Uo. 1854. 2. sz.)
Dudumi több költeményét (Uo. 7., 10., 46. sz.) és Dux Adolf, Ungarische Dichtungen. Pressburg, 1854. c. munkájában 28 költeményét.
Német fordításban vannak még költeményei:
Kertbeny, K. M. Album hundert ungarischer Dichter. Dresden, 1854.
Klänge aus dem Osten von Demeter Dudumi. Pest, 1855.
Gedichte aus Ungarn, von Stefan Graf Pongrácz. Uo. 1857.
Ein Sträusschen aus ungarischen Dichtergärten, von P. Salesius Tomanik. Wien, 1869.
Ungarische Gedichte, von Julius Nordheim. Pest, 1872.
Ungarische lyriker, von Gustav Steinacker. Leipzig, 1875. c. anthologiákban.
Thales pedig franciára fordította nehány költeményét.

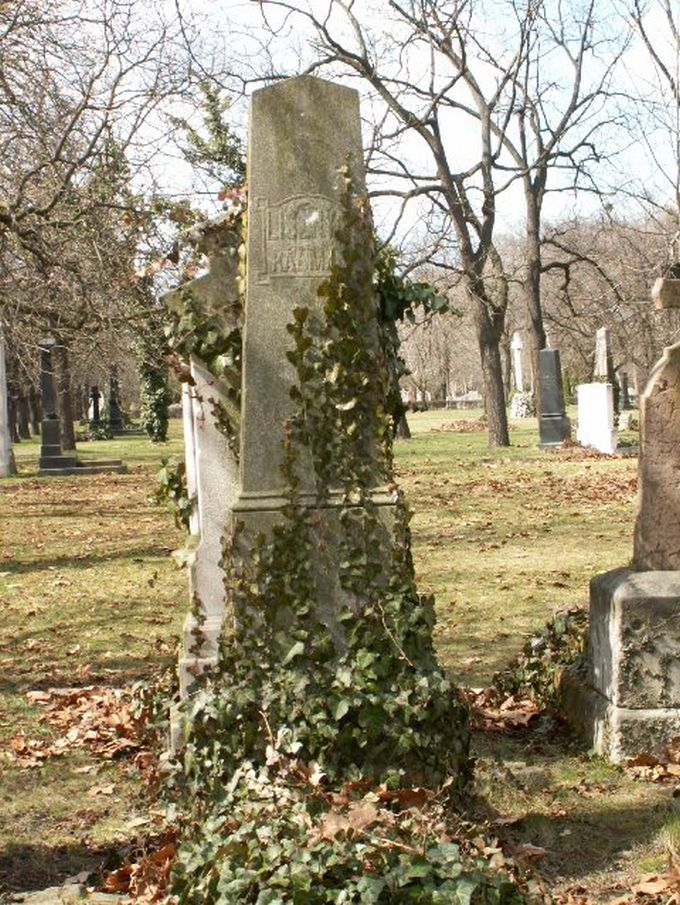
Sírja a Fiumei úti sírkertben (29/1-1-4)

## Művei
- Szegény-legény dalok. Pest, 1846.
- Tavaszi dalok. Uo. 1847. (Ism. M. Szépirodalmi Szemle.)
- Egyenes út az akasztófára. Debrecen, 1849.
- Palóc dalok. Uo. 1851. (A gyűjteményemben levő 1851. okt. 19. Pesten kelt eredeti szerződés szerint L. eladta ezen munkáját egyszer mindenkorra 300 pfrtért Müller Gyula kiadónak, ki már okt. 24. jelenti, hogy az első kiadás 1500 példányban három hét alatt elfogyott és a 2. jav. és bőv. kiadás sajtó alatt volt; összesen 6000 példány kelt el belőle. bőv. kiadás. Pest, 1852. Ismertette Pesti Napló 1851. 482. sz.)
- Üdvözlő dal Bulyovszkynéhoz. Uo. 1855.
- Madarak pajtása. Uo. 1856. (Költ. Ism. Budapesti Hirlap 36. sz. és Salamon, Tanulm. II., Egyetemes Philol. Közlöny 1889.)
- Dalzongora. Ugyanott, 1858. (Ism. Pesti Napló 1858. 13-ik szám.)
- Uj palóc dalok. Uo. 1858.
- Két dala. Uo. 1858.
- Szerelem könyve. Uo. 1858. (Anthologia, Ruttkay Gyulával együtt.)
- Halálom óráján. Dicenty Pál orvosbarátomnak emlékül. Ugyanott, 1859. (Költ.)
- Gedichte. Übersetzt von K. M. Kertbeny. München, 1859. (A költő életrajzával.)
- L. K. országos nótája és nemzeti éneke. Szentelem e két dalt Halász Oszkár sógoromnak és barátomnak hálás szeretetem jeléül, s mint tősgyökeres hazafinak kézszorításul. Pest, 1860.
- Nemzeti kördal. Uo. 1861.
- A szerednyei bor. Uo. 1861. (Költ.)
- Garibaldi-nótája. Uo. 1861. (A Trombitából különnyomat.)
- Szavalatkönyve, saját költeményeiből «A magyar nyelv szelleme» c. felolvasásra készült előbeszéddel, melyet a költeményekkel együtt: költői estély c. tartandó körútjára szerkesztett össze. Uo. 1861. arck.
- Parragh-csárda 1860. Benyiczky Emil és Dalmady Győző barátaimnak visszaemlékezésül. Uo. 1862.
- Magyar történelmi képcsarnok. A Vizkelety Béla által rajzolt képek magyarázata. Uo. 1860. (Többekkel együtt.). Levelei: Pest, 1846. ápr. 20. Frankenburghoz (Főv. Lapok 1866. 132. sz.); Prága, 1854. okt. 15. (P. Napló 1854. 249. sz.)
- Lisznyai Kálmán válogatott versei; előszó, vál. Zonda Tamás; Madách Irodalmi Társaság, Bp., 2009 (Madách könyvtár)

### Álnevei
- Jolin Emil, Damó, Bánfy Gyula, Zenő, Závor Örs, Borongó

## További információ
- Vadnai Károly: Lisznyai meghalt. Az ország tükre 1863. 71. l. Online
- Bányai Elemér: Lisznyai Kálmán élete, Kolozsvár, 1901.
- Szilágyi Márton: Lisznyai Kálmán. Egy 19. századi írói életpálya társadalomtörténeti tanulságai. Irodalomtörténeti füzetek 149. Argumentum, Budapest, 2001. Szaktárs/Argumentum Kiadó